# Pyongyang (azienda)

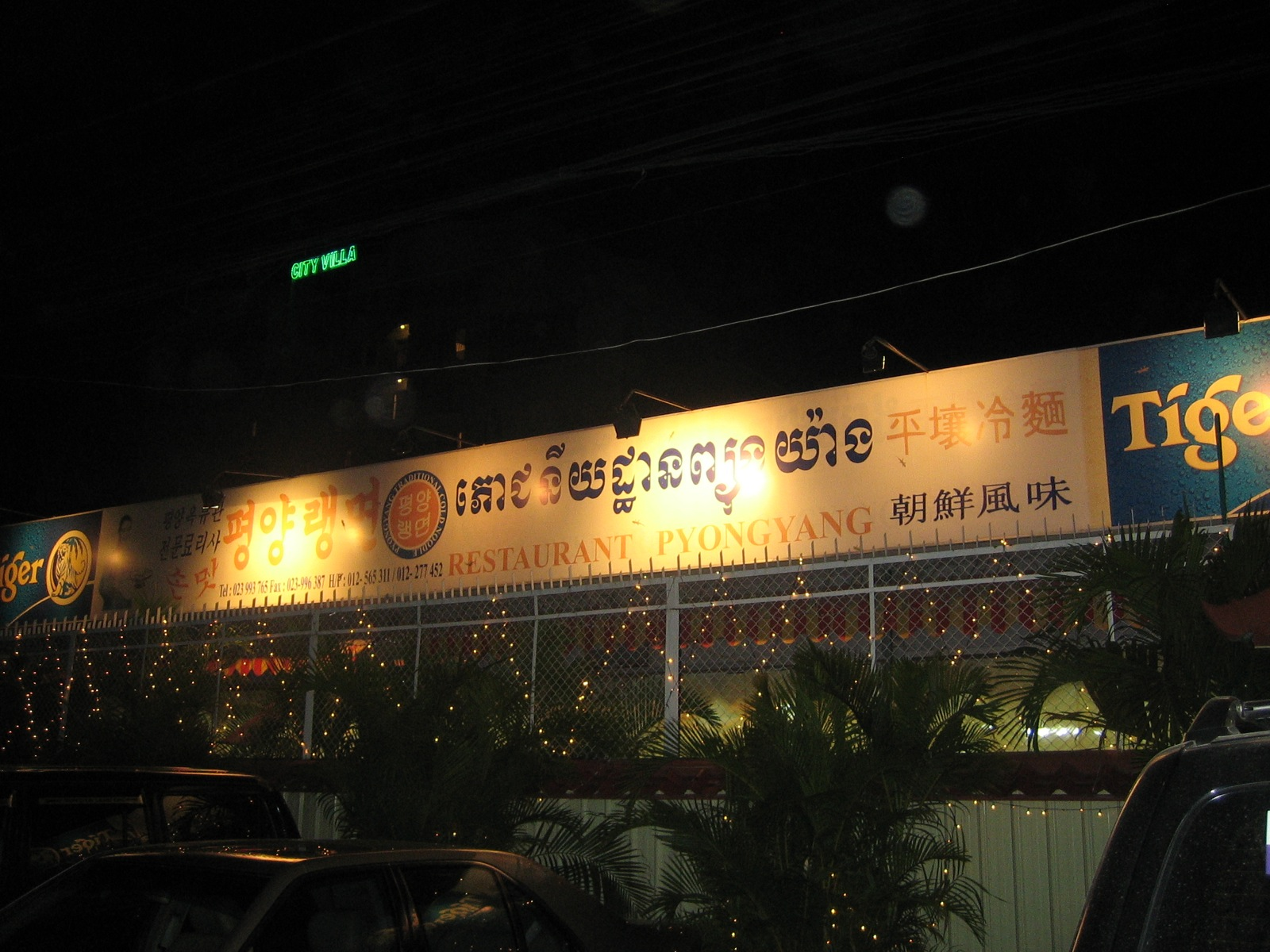
Insegna del ristorante Pyongyang di Phnom Penh, in Cambogia

Pyongyang è una catena di 130 ristoranti, che portano il nome della capitale della Corea del Nord, situati in una dozzina di Paesi del mondo. I ristoranti sono di proprietà e sono gestiti dal Gruppo Haedanghwa, un'organizzazione appartenente al governo della Corea del Nord.

## Presenza
I ristoranti Pyongyang si trovano principalmente in Cina, nelle vicinanze del confine con la Corea del Nord, ma anche a Pechino e Shanghai; negli anni 2000, comunque, la catena si è ampliata in diverse città dell'Asia sud-orientale tra cui Bangkok, Phnom Penh, Siem Reap, Ho Chi Minh, Hanoi, Đà Nẵng, Vientiane, Dacca Giacarta e Kuala Lumpur. Vi è inoltre un ristorante a Ulan Bator, in Mongolia, e uno a Catmandù, in Nepal.
I ristoranti, che inizialmente attraevano principalmente uomini d'affare sudcoreani, sono oggi diventati popolari tra i turisti curiosi.
Il primo ristorante della catena ad aprire in un Paese occidentale è stato quello di Amsterdam: il ristorante, aperto nel quartiere di Osdorp nel 2012, assieme a comproprietari locali, ha un menù e una politica differente dalle controparti asiatiche, in quanto qui non si serve né la carne di cane né il vino al ginseng. Comunque, nel settembre del 2012, a seguito di controversie tra lo staff coreano e il partner olandese, il ristorante ha chiuso. È stato riaperto nel dicembre dell'anno successivo, con il nome Haedanghwa, in una nuova posizione; tale ristorante ha chiuso un anno dopo.
Anche il ristorante di Bangkok è rimasto temporaneamente chiuso, ma è stato riaperto nel 2015. Al contrario, le loro filiali di Pattaya sono rimaste chiuse.
È stato riportato che sarebbe stata aperta una nuova filiale in Scozia, a seguito dell'interesse che Kim Jong-un ha provato nei confronti del Paese a seguito del referendum sull'indipendenza del 2014, sebbene questa ipotesi sia stata negata dagli ufficiali nordcoreani. Secondo il quotidiano nipponico Yomiuri Shimbun nella sola Cina sono presenti un centinaio di ristoranti nordcoreani della catena.

## Servizio

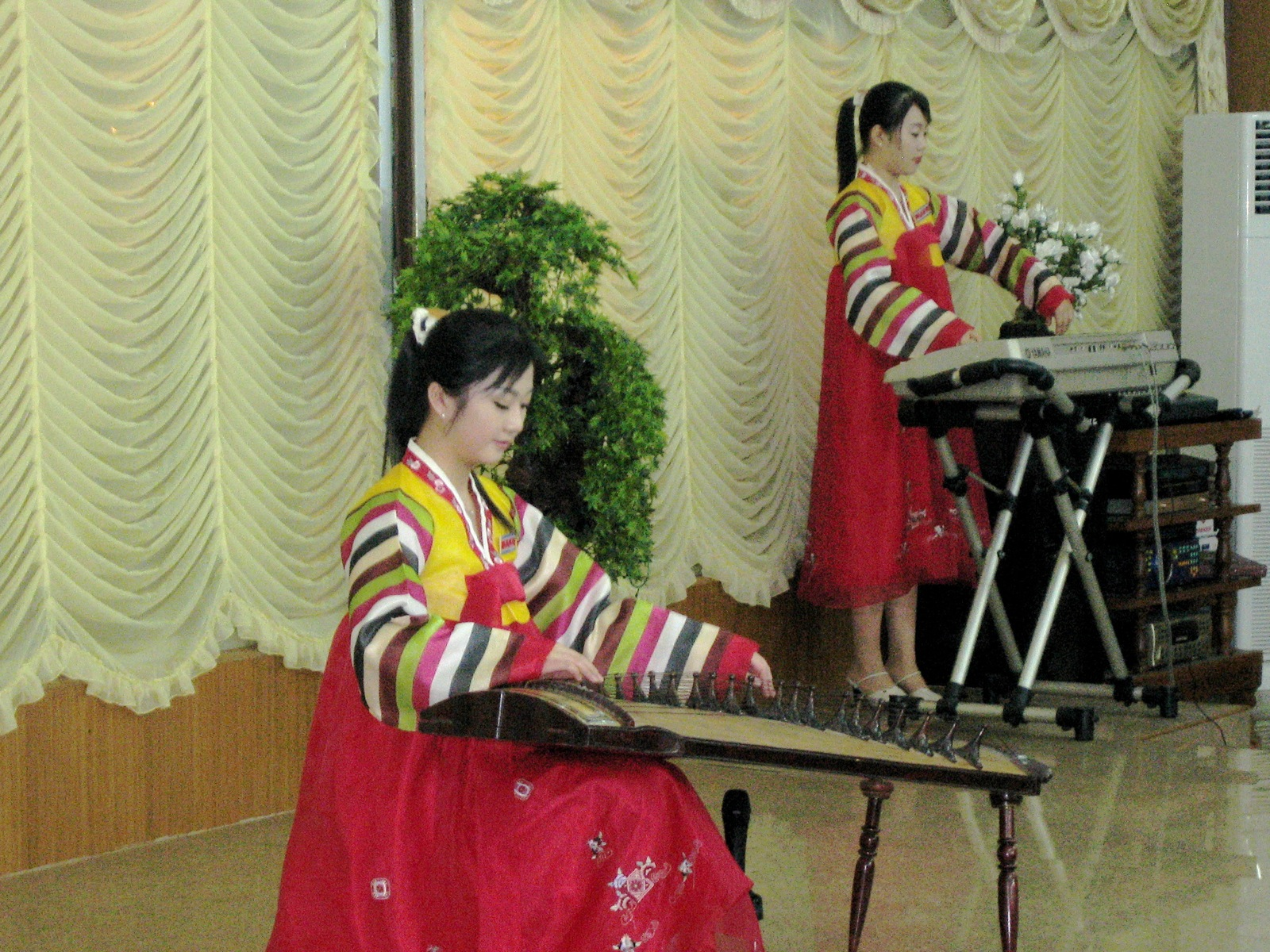
Una donna nordcoreana alle prese con un'esibizione nel ristorante Pyongyang di Phnom Penh

Nei ristoranti si serve, ovviamente, cibo coreano, tra cui il kimchi, il raengmyeon, le seppie grigliate e la zuppa di carne di cane. Gli avventori possono inoltre comperare prodotti nordcoreani come il vino di ginseng e un afrodisiaco senza etichetta che dicono essere fatto dagli orsi. I prezzi del ristorante sono tendenzialmente alti e in dollari americani.
Lo staff del ristorante è in genere composto da giovani e attraenti donne nord coreane vestite con il costume tradizionale, il Chosŏn-ot; oltre a servire ai tavoli, lo staff deve intrattenere i clienti con esecuzioni canore al karaoke e con coreografie che seguono lo stile dei grandi giochi di massa nordcoreane. Tutti i membri dello staff provengono dalla Corea del Nord e in genere lavorano con un contratto di tre anni e sono spesso laureati altamente qualificati delle scuole d'arte. Non è generalmente concesso scattare fotografie all'interno dei ristoranti.

## Controversie
Secondo il giornalista svedese Bertil Lintner, la catena è una delle molteplici 	iniziative imprenditoriali all'estero della Divisione 39, un'organizzazione del governo nordcoreano dedita all'acquisizione e al riciclaggio di denaro estero per la classe dirigente della Repubblica Popolare.
Vari dissidenti nordcoreani hanno riportato che i ristoranti sono gestiti da intermediari locali che devono annualmente pagare tra i 10 e i 30.000 dollari americani al governo della Corea del Nord. Lo staff nordcoreano, che vive all'interno del ristorante stesso, si dice che viva come fosse schermato affinché la lealtà di questi nei confronti del regime non muti e che sia controllato assiduamente da agenti della sicurezza nordcoreani sul campo. Negli anni 2000, secondo il giornale online Daily NK, vi sono stati vari tentativi di fuga da parte di camerieri dei ristoranti in Cina; come reazione a tali fughe, sono state chiuse diverse filiali e lo staff è stato rimpatriato. 
Nel 2016, la Corea del Sud ha annunciato che tredici dei lavoratori nei ristoranti sono riusciti a fuggire da uno dei ristoranti all'estero della catena Pyongyang.